# Saint Dominique et Saint François préservant le monde de la colère du Christ
Saint Dominique et Saint François préservant le monde de la colère du Christ (deutsch Der heilige Dominikus und der heilige Franziskus bewahren die Welt vor dem Zorn Christi) ist ein Gemälde von Peter Paul Rubens aus dem Jahre 1620. Aktuell befindet es sich im Musée des Beaux-Arts in Lyon.

## Geschichte
Zwischen 1610 und 1620 wurde das Bild von Peter Paul Rubens für den Hochaltar der Kirche St. Paul in Antwerpen gemalt. Um 1670 wurde das zuvor rechteckige Bild nach oben vergrößert. Der obere abgerundete Teil mit der erhobenen Hand Christi und der Taube als Zeichen für den Heiligen Geist wurde ergänzt, um das Altarbild in den neuen Altar von Pieter Verbruggen anzupassen.
Am 3. August 1794 wurde das Bild von den Franzosen aus der Kirche in Antwerpen gestohlen. 1795 kam es im Louvre an. Laut Beobachtung von Jean-Baptiste Pierre Lebrun war das Bild durch Ausbesserungen, Ablagerungen, Risse und Reinigungen beschädigt. Zwischen 1795 und 1798 wurde es restauriert. Ab 1801 hing es im Nationalmuseum der Künste in Paris. 1811 wurde es nach Lyon geschickt. 1939 wurde das Gemälde eingelagert. 1950 wurde der Zustand als schlecht beurteilt. Würmer und Rüsselkäfer hatten das Bild befallen. Daher wurde es nach Paris geschickt und in den Werkstätten des Louvre restauriert. 1993/1994 wurde das Gemälde erneut renoviert.

## Bildgegenstand
Das Gemälde zeigt den heiligen Dominikus und den heiligen Franziskus, die die sündige Menschheit vor dem Weltenrichter Christus beim Jüngsten Gericht in Schutz zu nehmen versuchen. Jesus Christus schwebt am Himmel und hält einen Blitz. Auch die Jungfrau Maria scheint ihren Sohn mit abwehrend erhobener Hand anzuflehen. In der einen Ecke des Gemäldes schaut der von einer Wolke verdeckte Gott Vater auf das Geschehen.

## Kontexte

### Historischer Kontext
Die politische und religiöse Trennung des katholischen Flandern von den protestantischen Niederlanden trug zur Entwicklung einiger wirklich bemerkenswerter Persönlichkeiten bei. Dazu gehörte auch Rubens als barocker und farbenfroher Genius. Dieses Gemälde steht dem verbreiteten Vorurteil entgegen, dass Rubens gegenüber tiefer Frömmigkeit gleichgültig war.

#### Erhöhung des Katholizismus
Die malerische Pracht des Gemäldes liegt im Ausdruck eines menschlichen und göttlichen Dramas. Da ist Christus, der den Blitz wirft, Gott Vater, der ihn nachdenklich ansieht, und eine kniende Jungfrau, die ihn anfleht, da ist die Gruppe von Heiligen, von denen manche verängstigt und resigniert sind, andere eine Geste des Protests und des Gebets versuchen und ihre Leiden und die Verdienste ihres irdisches Lebens aufopfern für die Rettung der Menschheit. Das Gemälde ist in seiner bewegenden Komposition die Verherrlichung des Katholizismus, besonders der Heiligenverehrung.

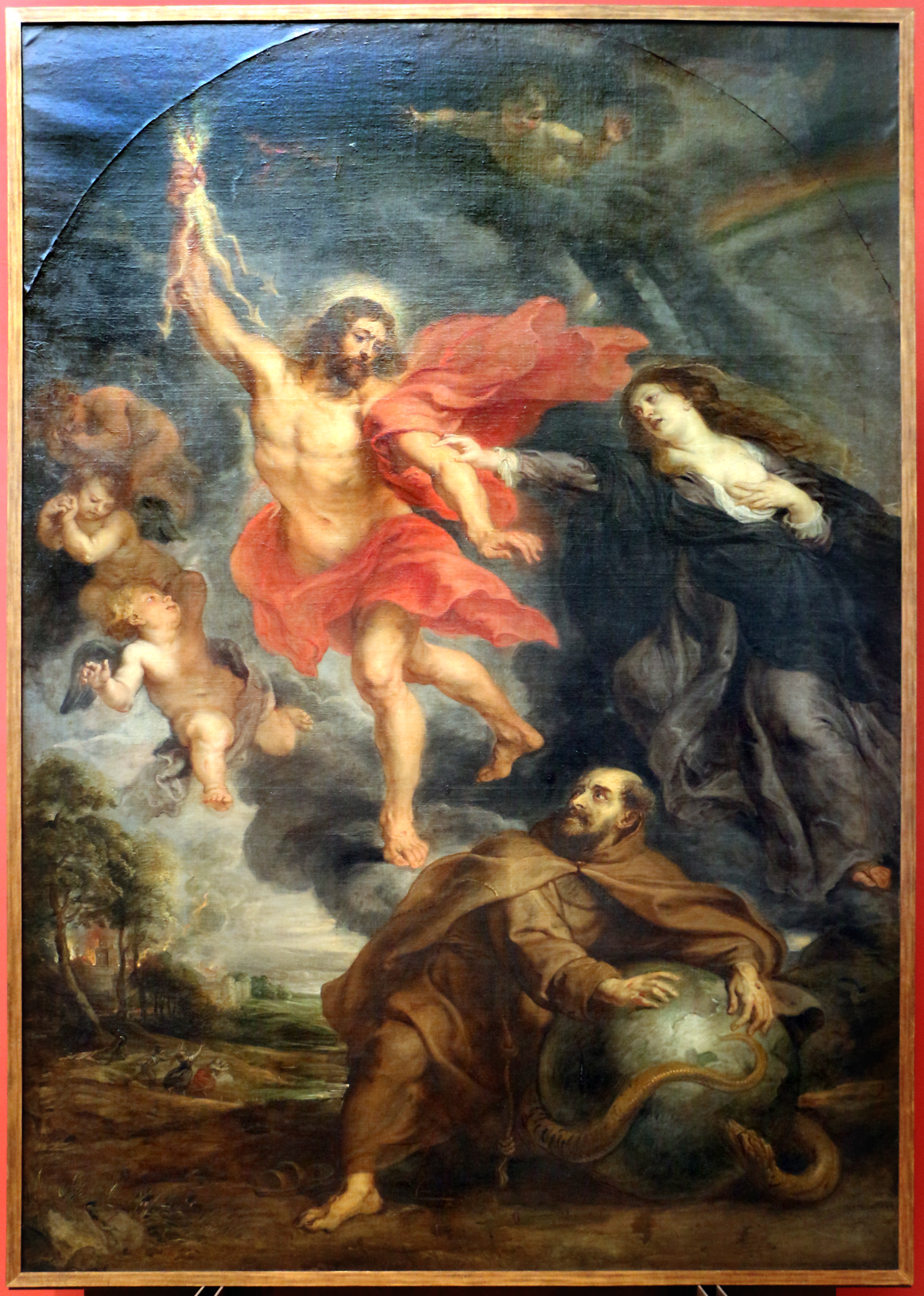
Die Fürsprache der Jungfrau und des Heiligen Franziskus stoppen den göttlichen Blitz

Ein ähnliches Gemälde befindet sich im Königlichen Museum der Schönen Künste, in dem Rubens ebenfalls einen von den Sünden der Menschheit gereizten Christus zeigte, der die Welt niederstreckt. Wie in den Tagen Noahs erzürnen die Verbrechen der Menschheit die göttliche Geduld und Gott sagte: „Ich werde den Menschen zerstören, den ich erschaffen habe.“ Auch hier tritt Christus als gereizter Jupiter mit Blitzen auf und bereitet sich in einer Bewegung von überragender Kühnheit darauf vor, die Erde zu zerstören, die ihm zu Füßen liegt. Dieses Gemälde ist dramatischer als der Heilige Dominikus und der Heilige Franziskus, aber das Thema ist dasselbe. Um die Sache der Erde zu vertreten, sieht man die Jungfrau und einen armen Mönch, der sich trotz der schrecklichen Drohung Christi vor die Welt stellt.

### Legende
Das Gemälde, in Öl auf Leinwand, ist die Illustration einer Legende aus der Legenda aurea des Dominikaners Jacobus de Voragine: Als der heilige Dominikus in Rom auf die Bestätigung seines Ordens durch den Papst wartete und betete, sah er eines Nachts Jesus Christus in der Luft, der drei Speere in seiner Hand gegen die Welt schleuderte. Seine Mutter Maria eilte herbei und fragte ihn, was er tun wollte. Und er sagt:

„Ce monde que voici est rempli tout entier de trois vices: l’orgueil, la concupiscence et l’avarice; voilà pourquoi je veux le détruire avec ces trois lances. Elle lui dit: Apaisez votre fureur, mon fils, et attendez un peu, car j’ai un fidèle serviteur […] qui parcourra le monde, le vaincra et le soumettra à votre domination[…] Alors, elle présenta saint Dominique […] en même temps saint François.“

„Diese Welt hier ist vollständig von drei Lastern erfüllt: Stolz, Begierde und Geiz; deshalb möchte ich sie mit diesen drei Speeren zerstören. Sie sagte zu ihm: Besänftige deinen Zorn, mein Sohn, und warte ein wenig, denn ich habe einen treuen Diener, [...] der die Welt bereisen, sie erobern und deiner Herrschaft unterwerfen wird [...]. Dann stellte sie ihm den heiligen Dominikus [...] zugleich den heiligen Franziskus vor.“

## Beschreibung

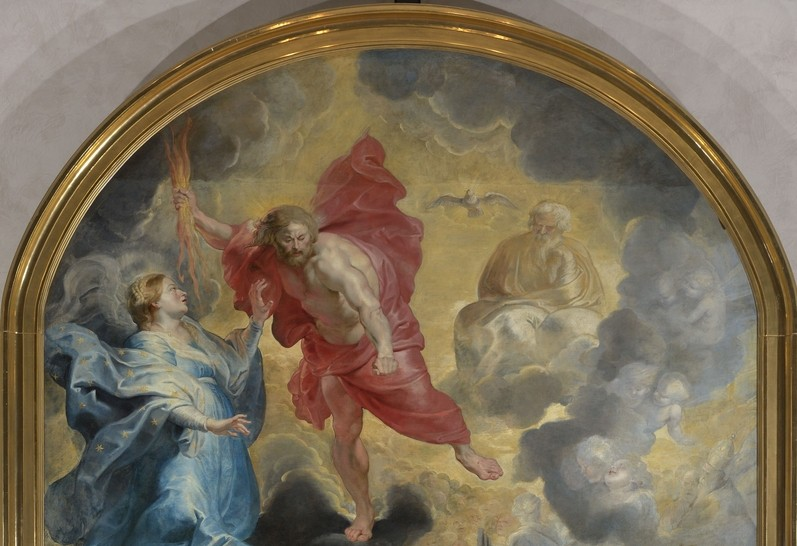
Der obere Teil

Die Szene spielt sich am Himmel ab: unten ein äußerst feiner Grauton und oben ein goldener Glanz. Die beiden Teile werden durch dunkle Wolken getrennt, auf denen die Füße Christi ruhen. Im oberen Teil sind drei Figuren dargestellt: Gottvater ist in einen goldenen Umhang gehüllt und betrachtet die Szene ohne großes Interesse. Christus ist blond, halbnackt und in ein rotes Tuch gehüllt. In seiner Rechten hat er einen Blitz, die Augen voller Wut, vorwärts stürmend und scheinbar durch den Raum fliegend. Sein Ausdruck ist brutal, aber auch erstaunlich ausdrucksintensiv. Die Gottesmutter Maria ist in ein langes blaues Kleid gehüllt, das mit goldenen Sternen übersät ist. Ihr Körper ist halb zurückgeworfen und sie erhebt ihre flehenden Hände zu ihrem Sohn. Der Tradition entsprechend ist die Jungfrau in ein blaues Kleid gekleidet. Daran hält sich Rubens, aber er bricht diese Farbe gekonnt durch weiße und grünliche Reflexe auf. Der untere Teil ist in zwei Hälften unterteilt: die rechte und die linke.

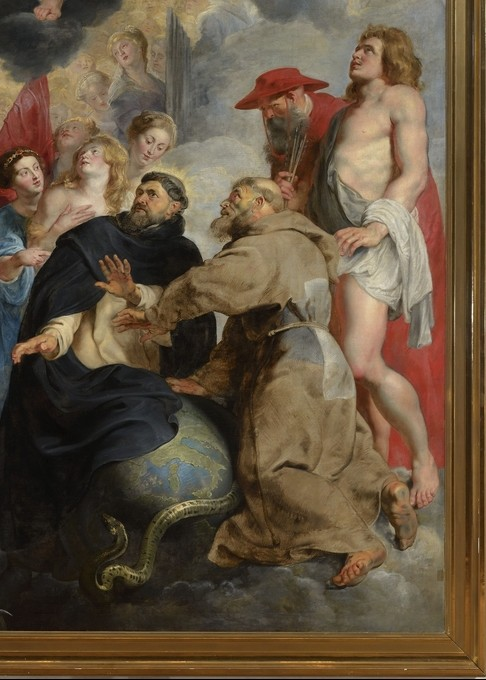
Die rechte Seite

Rechts auf dem Gemälde blickt der heilige Dominikus mit außerordentlicher Lebendigkeit im Ausdruck auf Christus und bedeckt mit seinem schwarzen Umhang die Erdkugel, um die die Schlange, Symbol des Bösen und der Sünde, kriecht. Von den Ländern und Kontinenten ist nichts zu sehen außer Italien mit Rom im Zentrum. Auch der heilige Franziskus fleht den Himmel an, mit einem Blick, der von größter Angst geprägt ist. Er ist in ein dickes, geflicktes graues Ordensgewand gekleidet und zeigt seine Füße, die grün und staubverschmutzt sind. Links vom heiligen Dominikus blickt der heilige Sebastian, nackt wie bei Tizian, mit vollkommener Gelassenheit in den Himmel und ein Kardinal in Rot vervollständigt die Gruppe.

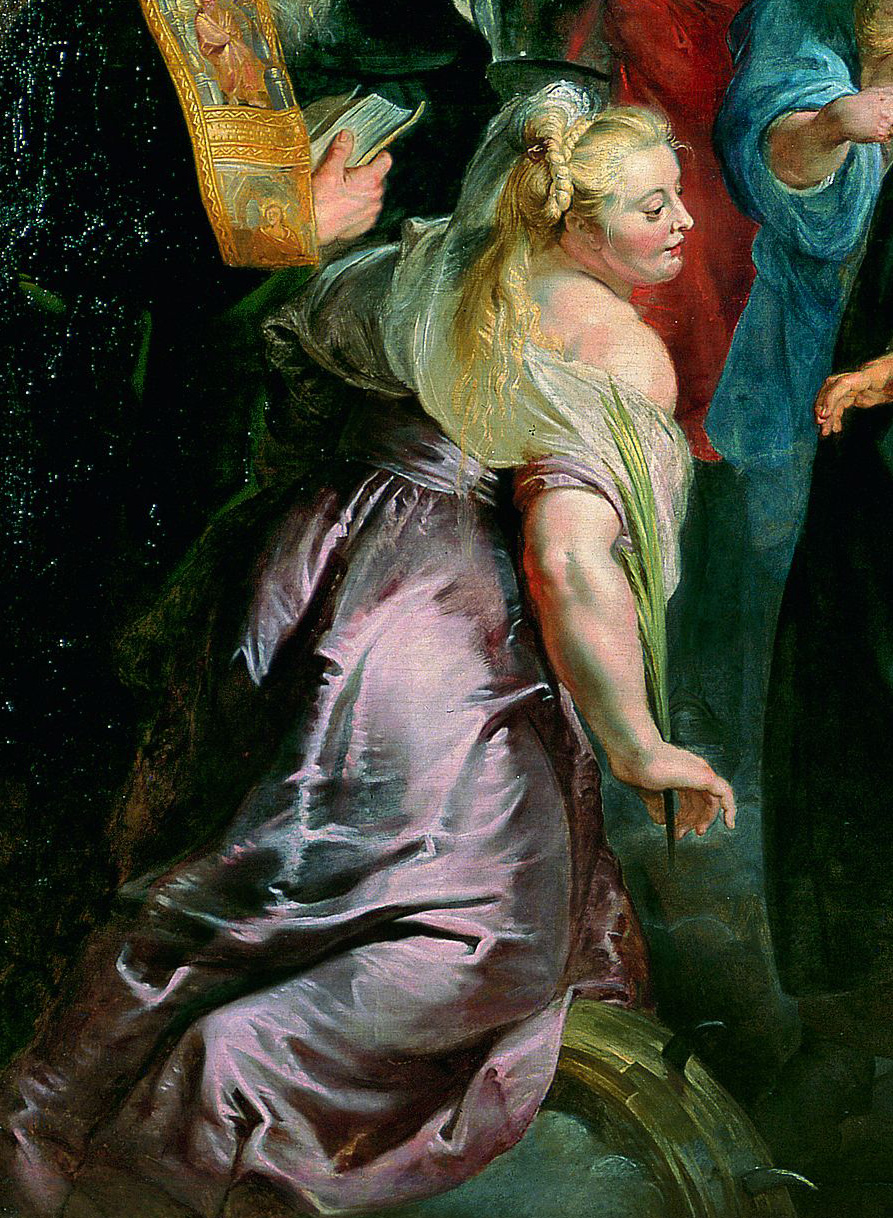
Linke Seite: die Heilige Katharina mit ihrem Rad

Links im Bild hebt sich eine im Vordergrund platzierte Frauenfigur deutlich von einer dunklen Heiligengruppe ab. Es ist ein junges Mädchen, die heilige Katharina, blond und hellhäutig, wie es typisch für Rubens’ Frauen ist. Sie kniet nieder und lässt ein langes, hellviolettes Satinkleid hinter sich. Die anderen Heiligen, die hinter der heiligen Katharina platziert sind, sind gestalterisch von geringerer Bedeutung, erfüllen aber eine wichtige Rolle in der farbenfrohen Symphonie des Gemäldes. Wir können sehen, wie der heilige Georg eine rote Fahne schwingt, deren Ton dem Rot Christi und des Kardinals entspricht. In der Ferne ist die heilige Cäcilia, die singt und sich selbst auf der Orgel begleitet.

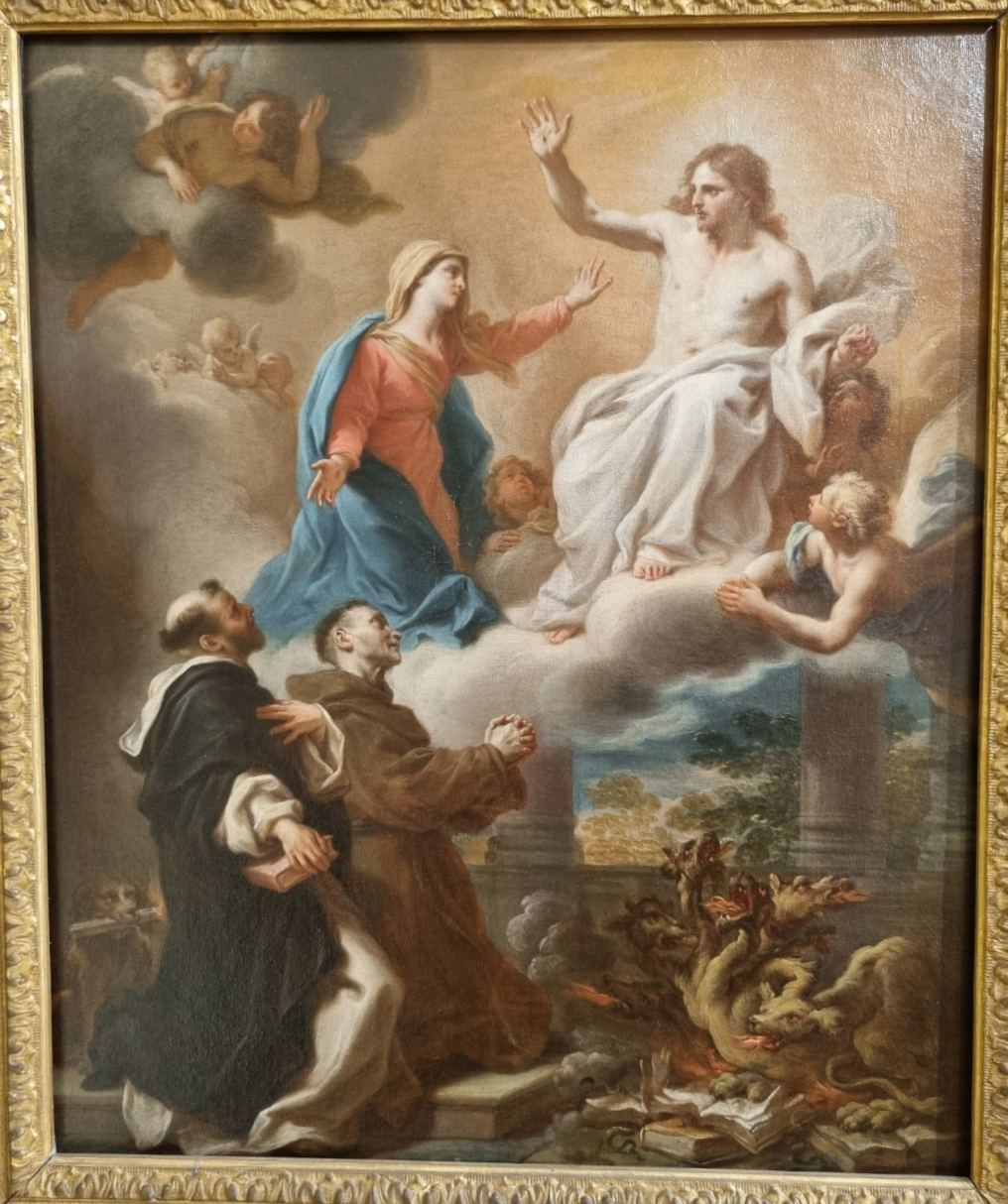
Ètienne Parrocel
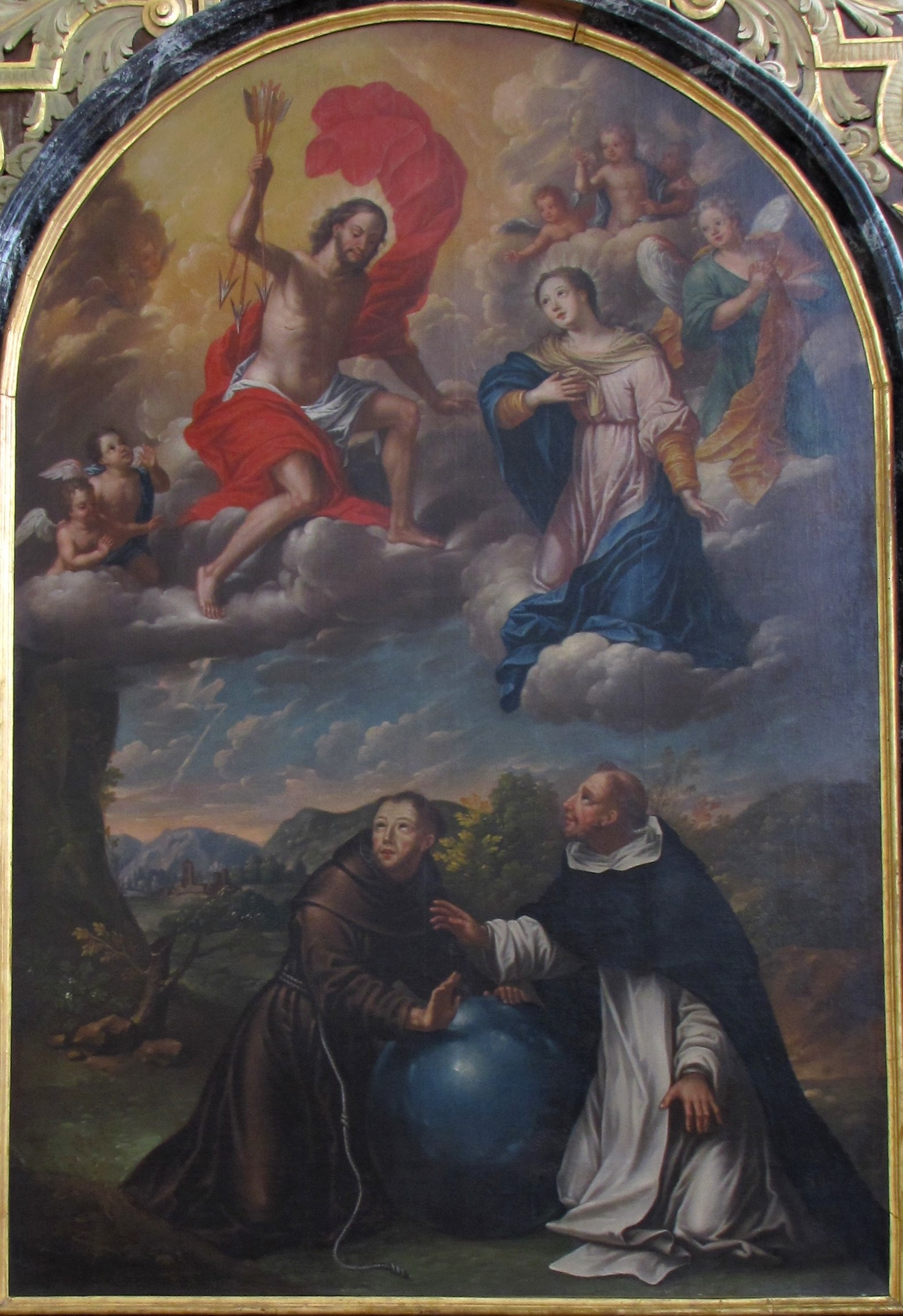
18. Jahrhundert
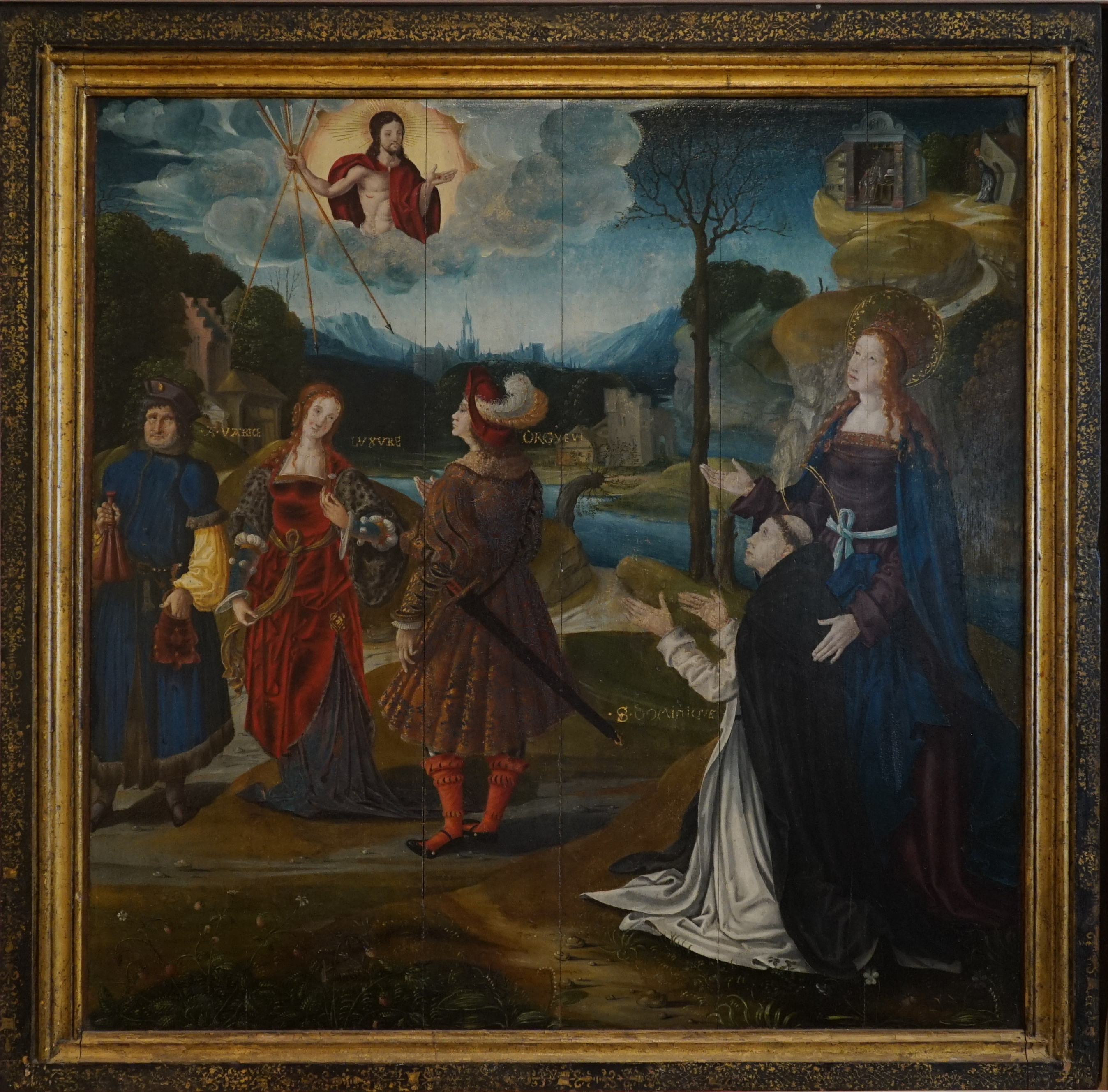
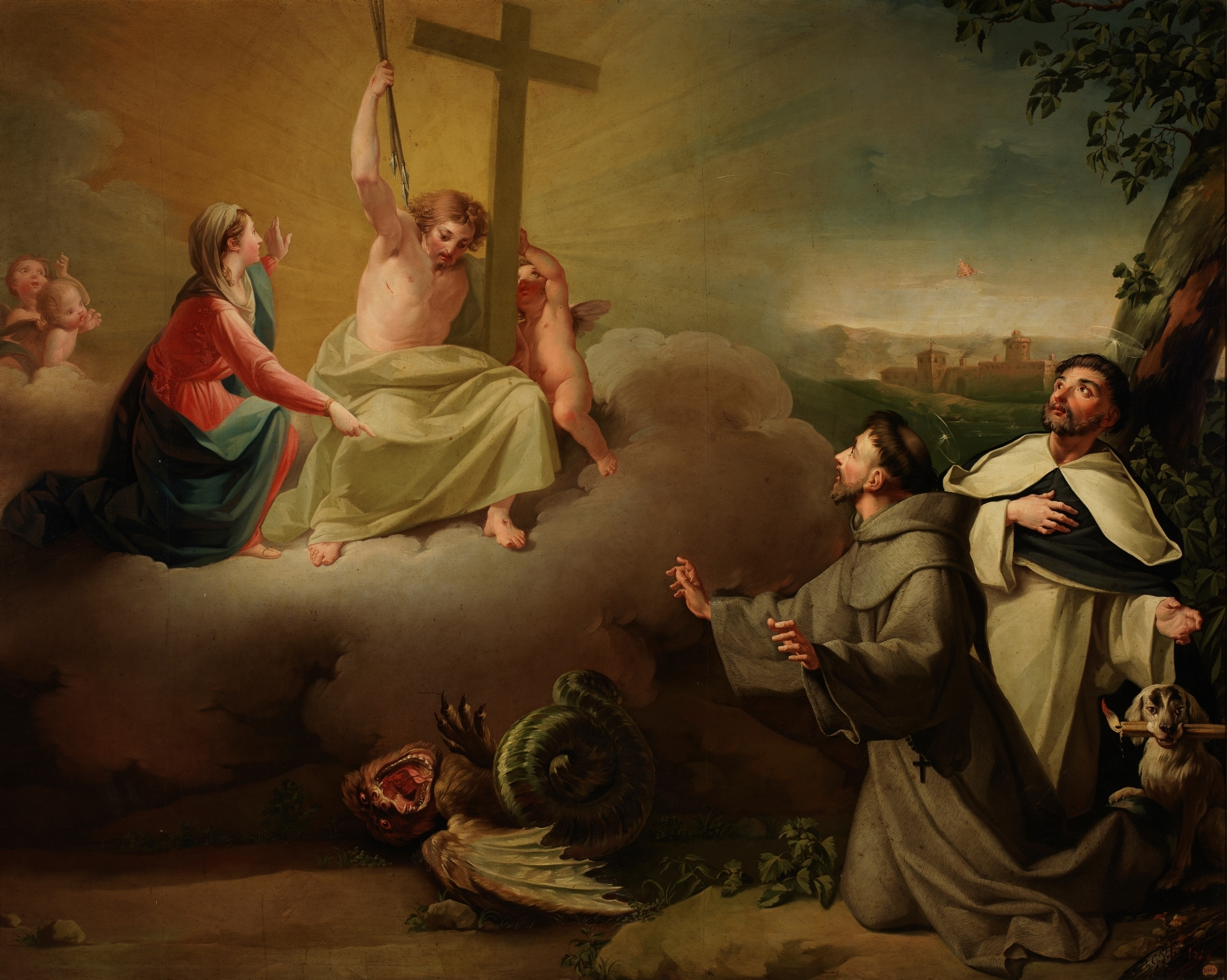
Zacarías González Velázquez im Museo del Prado
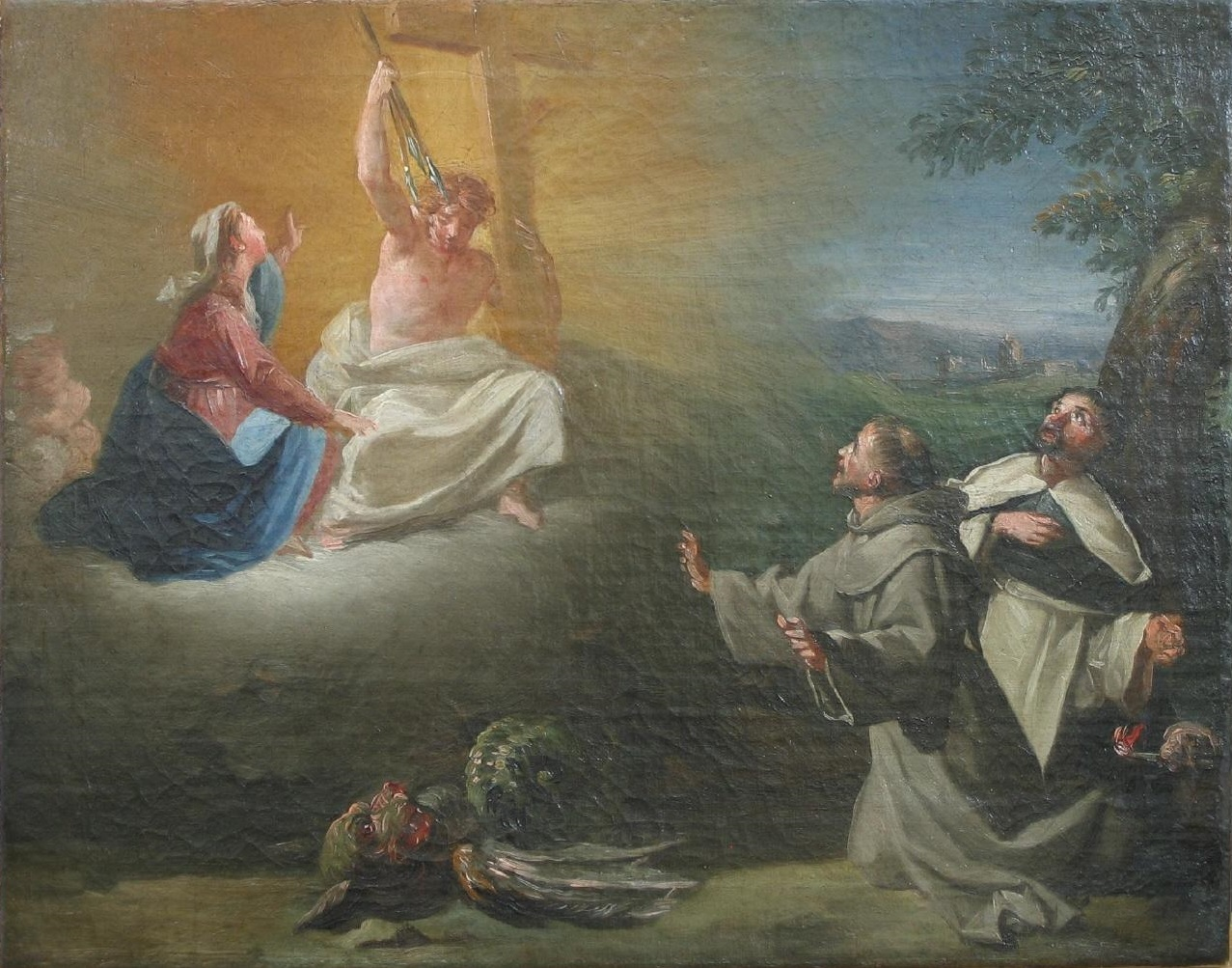
Zacarías González Velázquez im Museo Lázaro Galdiano
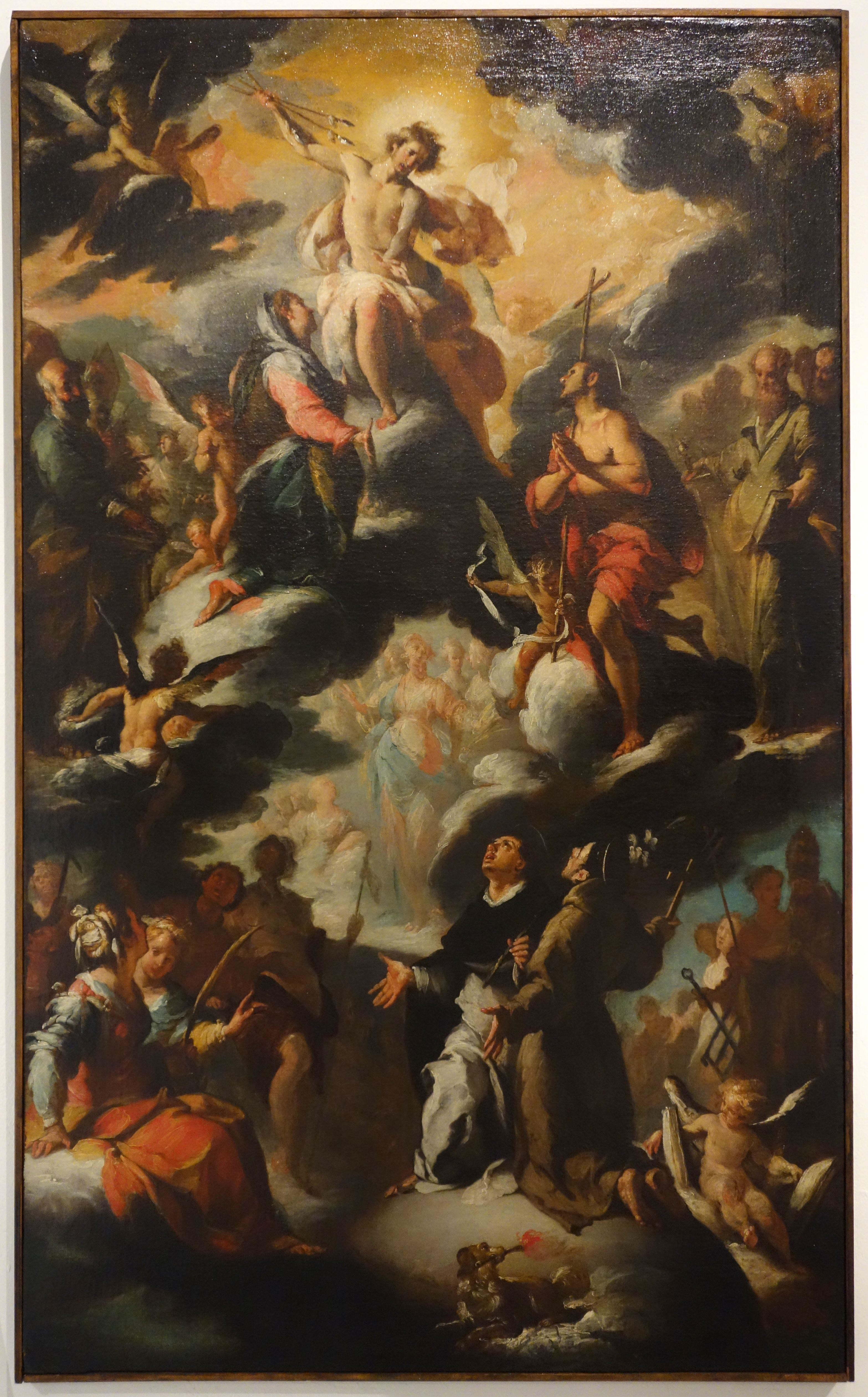
Bernardo Strozzi etwa 1620
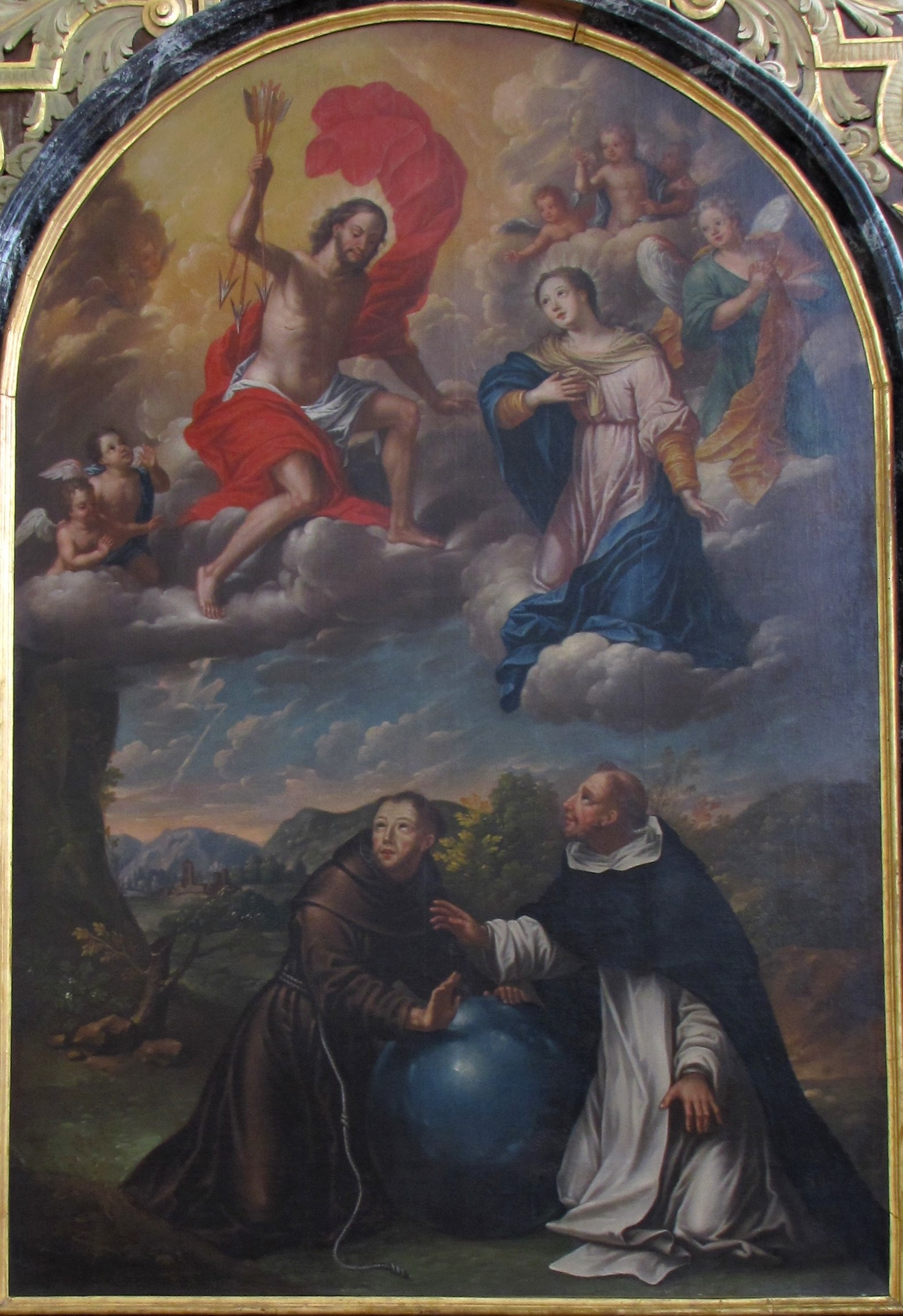
Gemälde in Soultzmatt
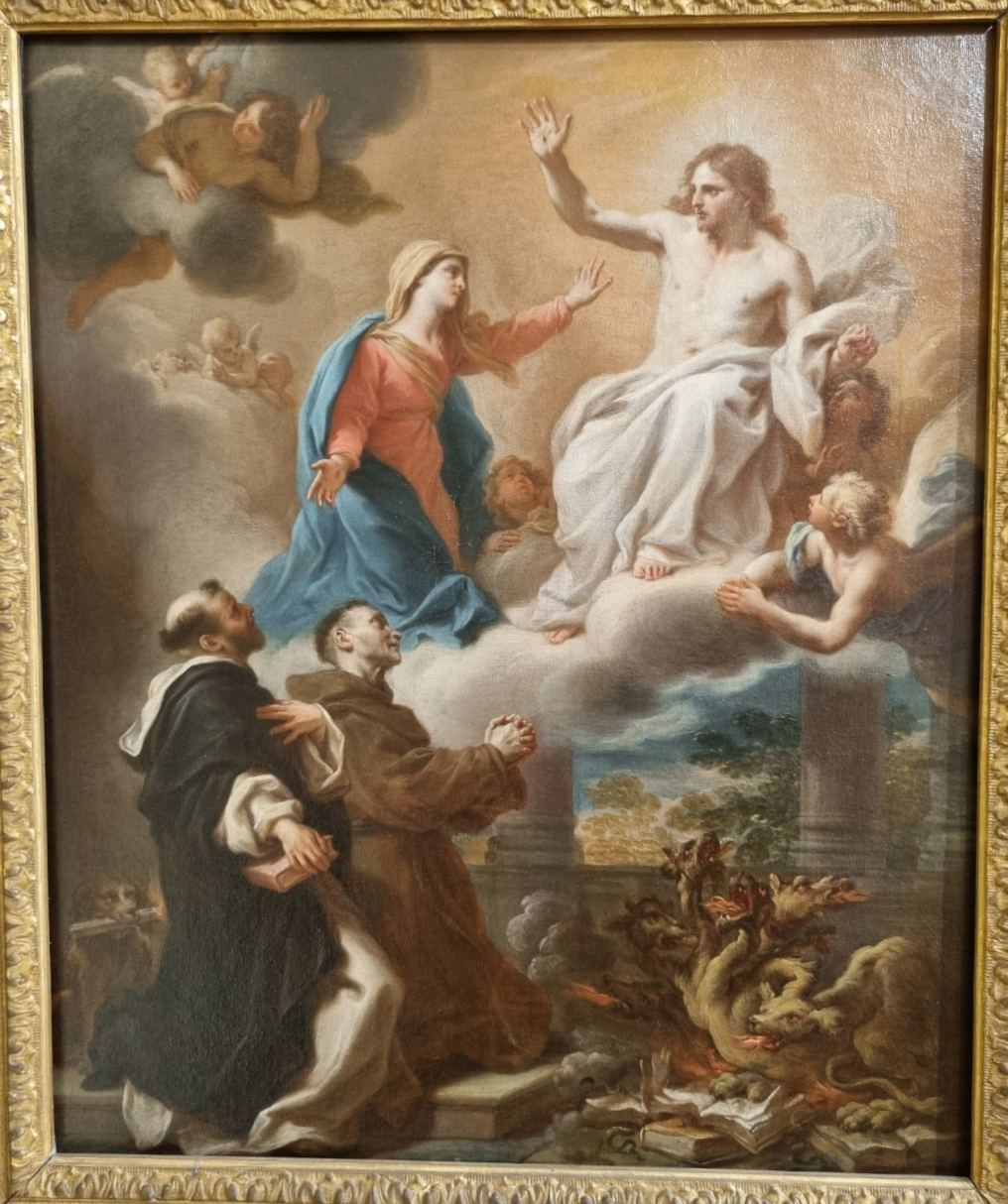
Étienne Parrocel etwa 1730
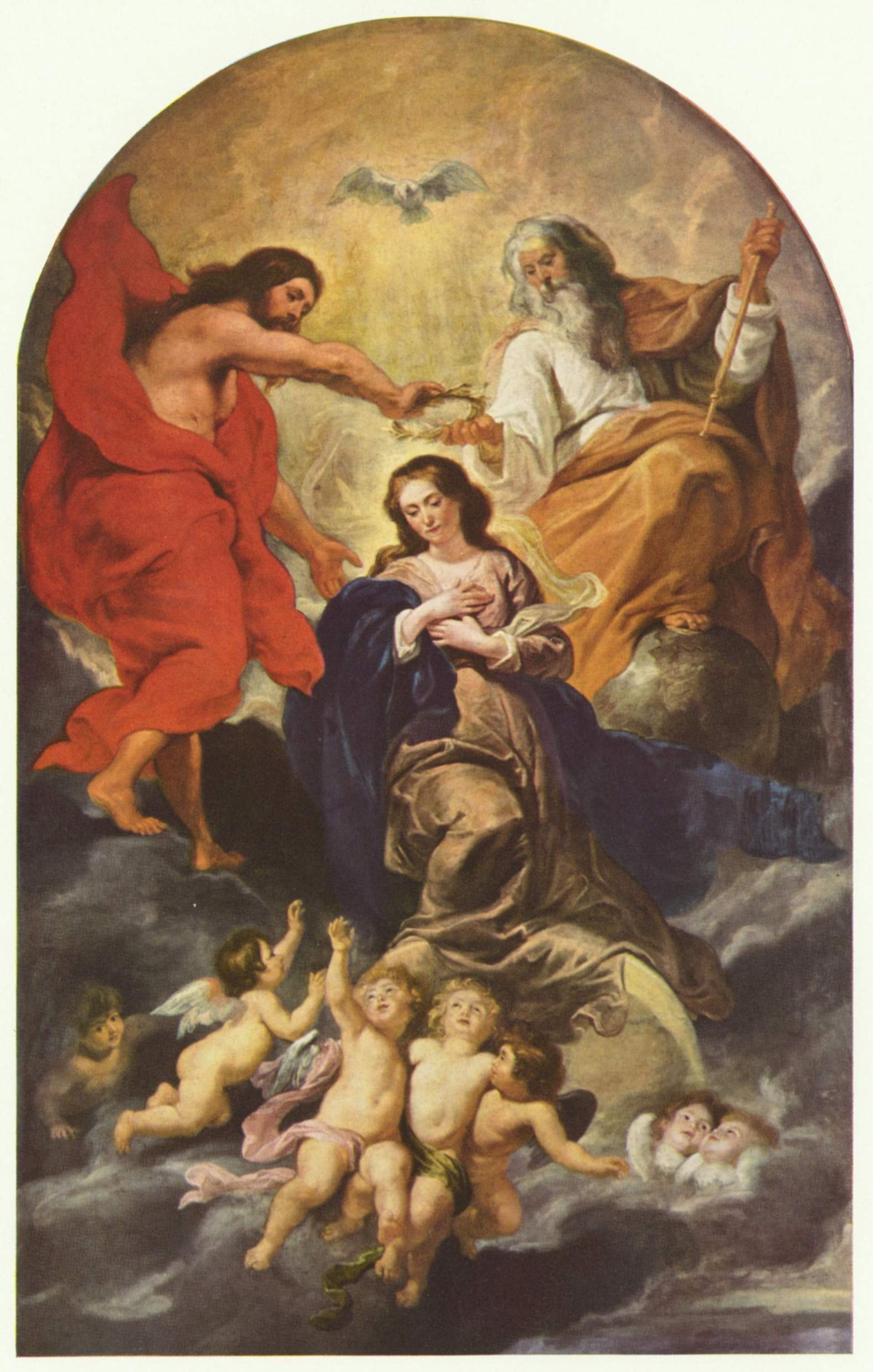
Krönung Mariens von Rubens in ähnlicher Farbgebung